# Crataegus lumaria
Crataegus lumaria är en rosväxtart som beskrevs av William Willard Ashe. Crataegus lumaria ingår i Hagtornssläktet som ingår i familjen rosväxter. Inga underarter finns listade i Catalogue of Life.